# Kobo (woreda)
Pour les articles homonymes, voir Kobo.
Kobo est l’un des 105 woredas de la région Amhara, en Éthiopie.